# Markowice (województwo śląskie)
Markowice – wieś w Polsce położona w województwie śląskim, w powiecie myszkowskim, w gminie Koziegłowy.

## Podział wsi
We wsi znajduje się pięć ulic: św. Floriana, Folwarczna, Górki, Górska i Spacerowa.

## Historia
Pierwszą wzmiankę o tej wsi spotykamy w źródłach z początku XIV w. Nazwę miejscowości w zlatynizowanej formie Markowycze wymienia w latach (1470–1480) Jan Długosz w księdze Liber beneficiorum dioecesis Cracoviensis. Z miejscowością wiąże się nazwisko Stanisława Będzisławskiego herbu Ostoja wymienianego przez Długosza jako właściciela miejscowości.
Wieś biskupstwa krakowskiego w Księstwie Siewierskim w województwie krakowskim w końcu XVI wieku.
Wieś oraz folwark Markowice pod koniec XIX wieku wymienia Słownik geograficzny Królestwa Polskiego. Miejscowość liczyła 966 morg ziemi włościańskiej. W 1881 roku miała ona w sumie 79 domów, w których mieszkało 630 mieszkańców. Folwark miał 1 dom i 4 mieszkańców oraz 348 morg powierzchni.
W 1917 roku założono Ochotniczą Straż Pożarną w Markowicach. OSP Markowice jest jednostką Krajowego Systemu Ratowniczo-Gaśniczego.
W latach 1954–1971 wieś należała i była siedzibą gromady Markowice. W latach 1975–1998 miejscowość administracyjnie należała do województwa częstochowskiego.

## Geografia
W okolicach wsi znajduje się Góra Trzech Rzek (386 m n.p.m.) będąca najwyższym wzniesieniem Wyżyny Woźnicko-Wieluńskiej. Ok. 900 m na zachód od miejscowości znajdują się źródła rzeki Mała Panew.

## Części wsi
| SIMC    | Nazwa          | Rodzaj    |
| ------- | -------------- | --------- |
| 0135941 | Folwark        | część wsi |
| 1002952 | Gacki          | część wsi |
| 0135958 | Głazówka       | część wsi |
| 1002969 | Markowice-Łazy | część wsi |